# Donnet (azienda)
La Donnet è stata un'azienda francese attiva fra il 1912 ed il 1934 nella produzione di velivoli, idrovolanti ed autovetture. Nel corso della sua esistenza, tale azienda ha subito alcuni cambi di ragione sociale: dall'originaria Donnet-Lévêque cambiò dapprima in Donnet-Denhaut, successivamente in Donnet-Zédel ed infine semplicemente in Donnet.

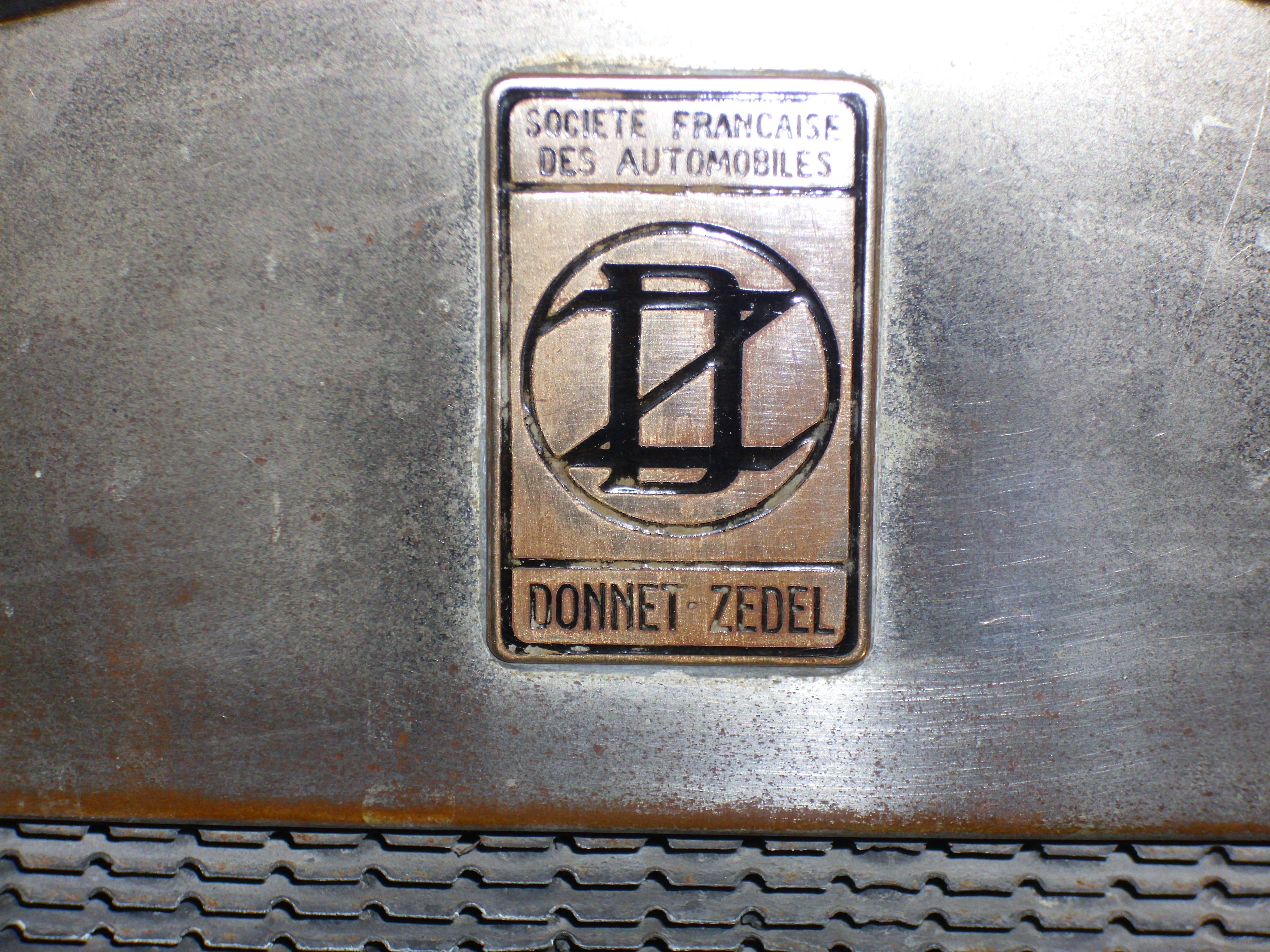
Stemma della Donnet-Zédel

## Storia

### Gli inizi comeDonnet-Lévêque

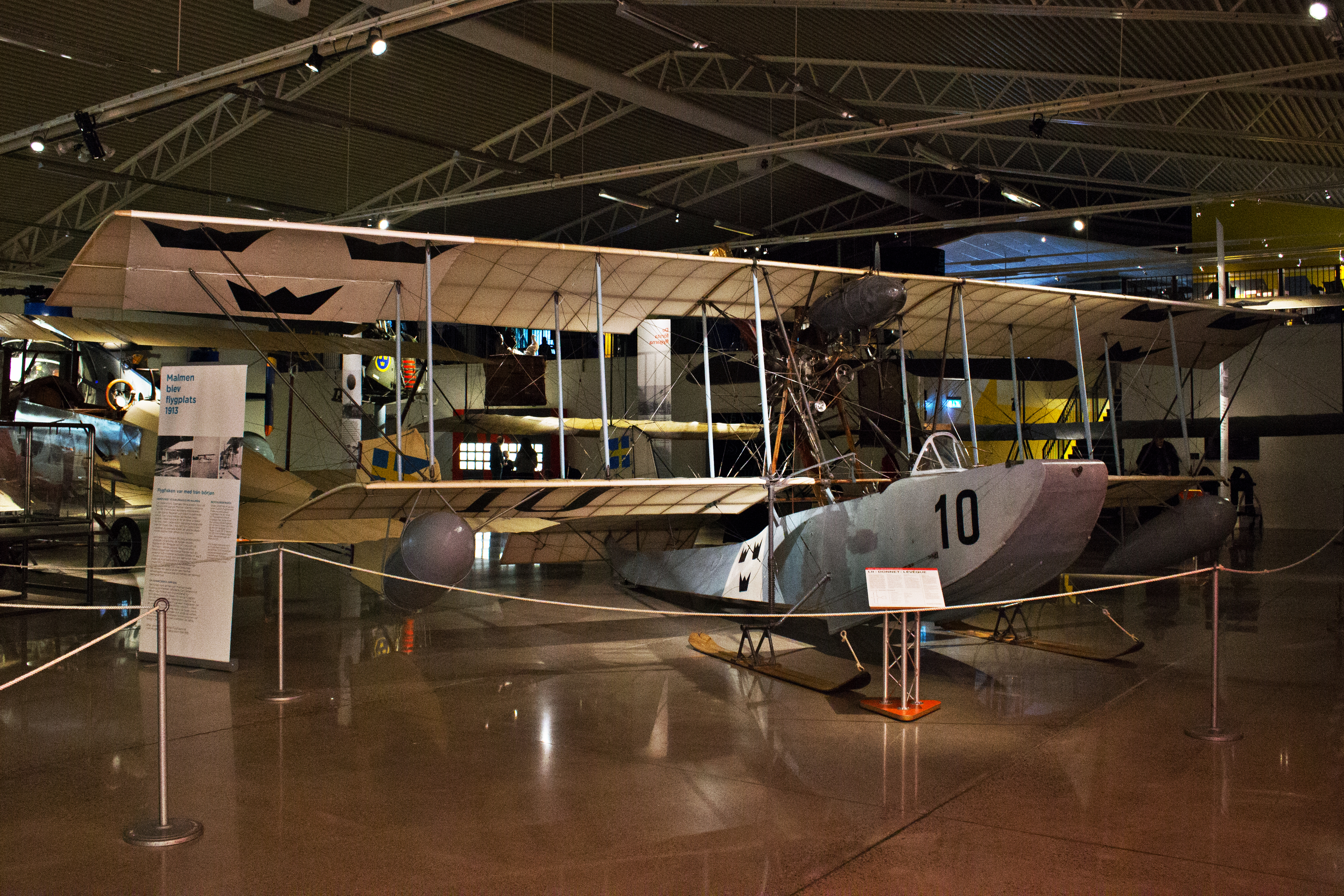
Un idrovolante Type A del 1912, primo modello della Donnet-Lévêque

L'azienda nacque con la ragione sociale di Donnet-Lévêque, per volere dei due soci fondatori Jérôme Donnet ed Henri Lévêque. L'attività venne incentrata sulla produzione di idrovolanti: il primo modello venne lanciato nel 1912 con il nome di Type A e fu equipaggiato con un motore radiale Gnome Omega 7 da 10 litri di cilindrata e 50 CV di potenza massima. Ad esso seguirono in breve tempo il Type B (con motore Gnome Delta da 12,8 litri e 100 CV) e il Type C (con motore Clerget 9B da 16,3 litri e 130 CV). Questi modelli, e in particolare il Type A, vennero utilizzati dalla marina austro-ungarica. Con l'arrivo della prima guerra mondiale, il brevetto di questi tre modelli venne venduto alla Franco-British Aviation Company, che prese a produrli adattandoli alle esigenze belliche. A quel punto, i tre modelli trovarono commesse anche presso la Royal Naval Air Service, la aéronautique navale e la Marina militare.
Fu così che nel 1915 la Donnet-Lévêque cessò la propria attività, ma solo con tale ragione sociale.

### Il passaggio allaDonnet-Denhaut

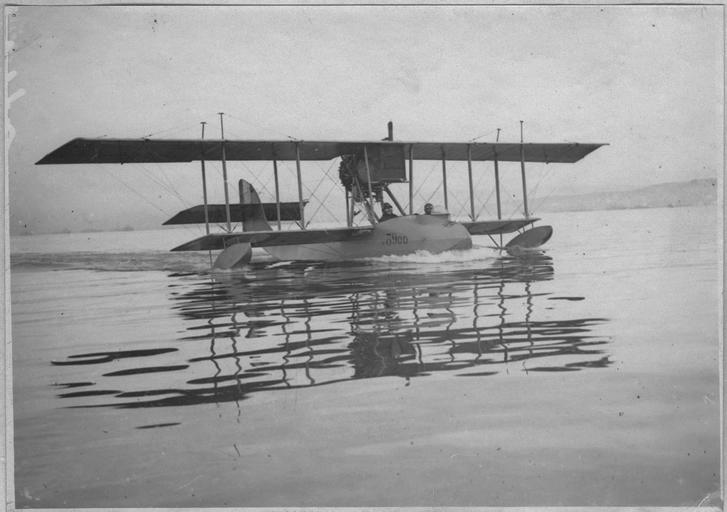
L'idrovolante Donnet-Denhaut

Nel 1914, l'azienda di Jérôme Donnet trovò un nuovo socio in François Denhaut, già con significative esperienze nella produzione aeronautica. Da tale sodalizio nacque nel 1915 la Société des Établissements Donnet-Denhaut, con sede a Neuilly-sur-Seine. Durante la guerra, tale azienda si costruì una solida posizione finanziaria grazie alle commesse della marina francese relative al suo idrovolante, inizialmente spinto da un motore Salmson R9 da 15,46 litri con potenza massima di 160 CV, per poi passare a motori V8 Hispano-Suiza da 11,76 litri e da 300 CV. In totale vennero prodotti 955 esemplari dell'idrovolante Donnet-Denhaut, di cui 90 con motore Salmson e i restanti con motore Hispano-Suiza. Al termine della Grande Guerra, alcuni esemplari vennero convertiti per uso civile, ma di lì a poco, cessò anche l'attività della Donnet-Denhaut. Il capo progettista e socio fondatore François Denhaut lasciò la società, per cui si presentò il problema di trovare un nuovo socio, ma anche quello di reindirizzare la produzione verso un altro settore.

### Donnet-Zédele l'avvio della produzione automobilistica

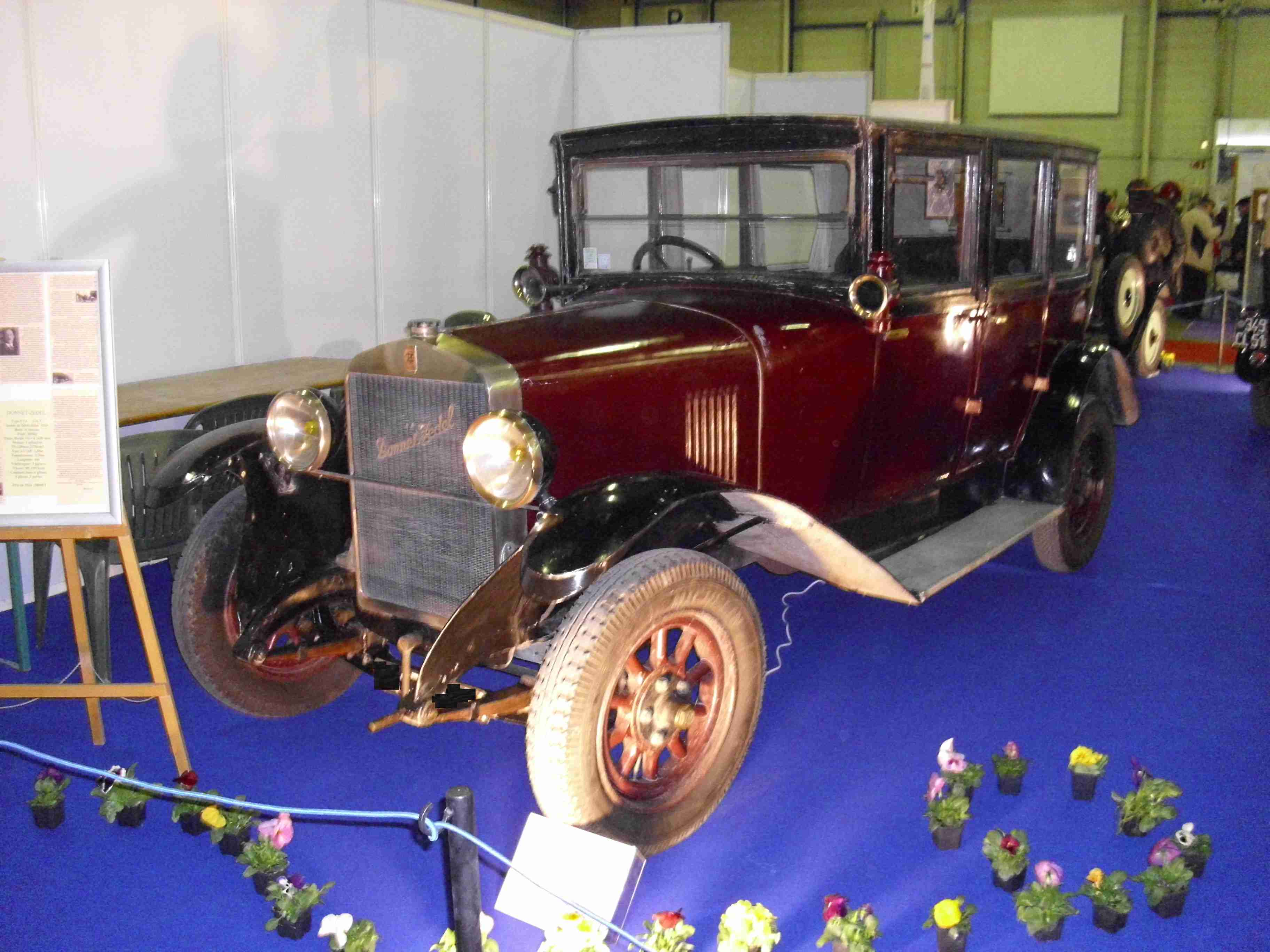
Una limousine Donnet-Zédel del 1924

L'indirizzo produttivo verso cui dirigere l'attività venne individuato nel 1919 quando Jérôme Donnet rilevò il costruttore automobilistico svizzero Zédel, dando origine alla Donnet-Zédel. La sede operativa venne fissata a Pontarlier, nel Doubs, dove la Zédel, originariamente attiva solo nella città svizzera di Neuchâtel, aveva un proprio stabilimento già dal 1903. Il primo modello venne introdotto dalla nuova azienda con la denominazione Type CI-6. Tale modello era spinto da un motore da 2120 cm³. Seguirono la Type G del 1925, spinta da un piccolo motore da 1098 cm³. Si trattò quindi di una vettura più economica e che pertanto ottenne anche un buon successo di vendite, tanto da portare la Donnet-Zédel al quarto posto fra i costruttori francesi nel 1927. Addirittura, i volumi di vendita della Type G divennero tali da spingere la Donnet-Zédel ad avvalersi di un secondo stabilimento a Gennevilliers, dove in precedenza venivano assemblati i già citati idrovolanti. Sempre nel 1927, la Donnet-Zédel acquistò dalla Vinot & Deguingand uno stabilimento a Nanterre, mentre nel 1928 il nome Zédel venne estinto e lo stabilimento di Pontarlier venne venduto. Questo cambio di stabilimento fu voluto per ottimizzare la produzione industriale: sebbene lo stabilimento di Nanterre fosse piuttosto piccolo, permetteva infatti una migliore organizzazione delle linee produttive.

### Donnete gli ultimi anni di attività
L'estinzione del marchio Zédel coincise di fatto con la nascita del marchio Donnet puro e semplice, senza più altri nomi di soci o costruttori partecipanti. Purtroppo, nel giro di un anno o poco più vi fu l'avvento della Grande depressione, che tagliò letteralmente le gambe a molte aziende in svariati settori. La Donnet sembrò riuscire a superare il difficile periodo protrattosi durante i primi anni '30 del XX secolo. Nel 1931 la sua gamma era composta da tre modelli:
- 7CV, con motore a 4 cilindri da 1324 cm³;
- 11CV con motore a 6 cilindri da 1970 cm³;
- 14CV, con motore sempre a 6 cilindri, ma con cilindrata di 2540 cm³.

Inoltre, nel 1932 venne lanciato un quarto modello derivante da un vecchio progetto della Vinot & Deguingand: si trattava di fatto di una vettura molto economica con motore a due tempi da 750 cm³. Purtroppo tale modello non ottenne il successo sperato e anzi, contribuì all'affossamento finanziario dell'azienda: il Salone di Parigi del 1933 fu l'ultima manifestazione a cui la Donnet partecipò. La produzione cessò nel 1934 e lo stabilimento di Nanterre venne venduto alla SIMCA per un corrispettivo di 8 milioni di franchi.